# Glavace
Glavace is een plaats in de gemeente Otočac in de Kroatische provincie Lika-Senj. De plaats telt 24 inwoners (2001).